# Lisa Chetteau
Lisa Chetteau est une autrice et illustratrice française en activité depuis la fin des années 2010.

## Biographie
Lisa est la sœur cadette de l'illustratrice Margaux Chetteau.
Elle obtient en 2016 une licence de langues, littérature et civilisation anglaises à l’université de Tours puis intègre le Master de l'École européenne supérieure de l’image dont elle sort diplômée en 2018. Ses mémoires d'étude portent sur le sentiment de malaise dans l’œuvre de Charles Burns et sur la fictionnalisation des rock stars dans la bande dessinée.
Elle débute le dessin au service culturel de l'université de Tours, où dans le cadre d'un service civique elle réalise des illustrations publicitaires pour le ciné-club de la fac.  Ses premières armes sont publiées sur le site Marsam, et avec le collectif angoumoisin de microédition Les Siffleurs pour lequel elle participe aux ouvrages Fabulatores Animalia et Féminités Monstrueuses, dans le fanzine berlinois Good for nothing comics, dans le fanzine d'horreur Nuit Noire, ou sur son propre compte Instagram. Entrée en résidence à la Maison des auteurs d'Angoulême en 2019, elle y développe un projet de compilation d'histoires courtes en bande dessinée à propos de musiciennes et de rockeuses. 
Cette même année, elle est contactée par Jérôme Soligny pour illustrer, avec sa sœur Margaux, les deux tomes de l'ouvrage David Bowie, Rainbow Man.
En 2023 elle est l'illustratrice de Mes quatorze ans, une bande dessinée scénarisée par Jeanne Boëzec qui décrit « dans une explosion de couleurs et d'onomatopées » la découverte de la sexualité par une adolescente,.

## Récompenses
- Prix Jeunes Talents Région 2021 du Festival International de la bande dessinée d’Angoulême ;
- Grand Prix de l'Héroïne Madame Figaro 2023[6].